# Kifáradás (anyagé)

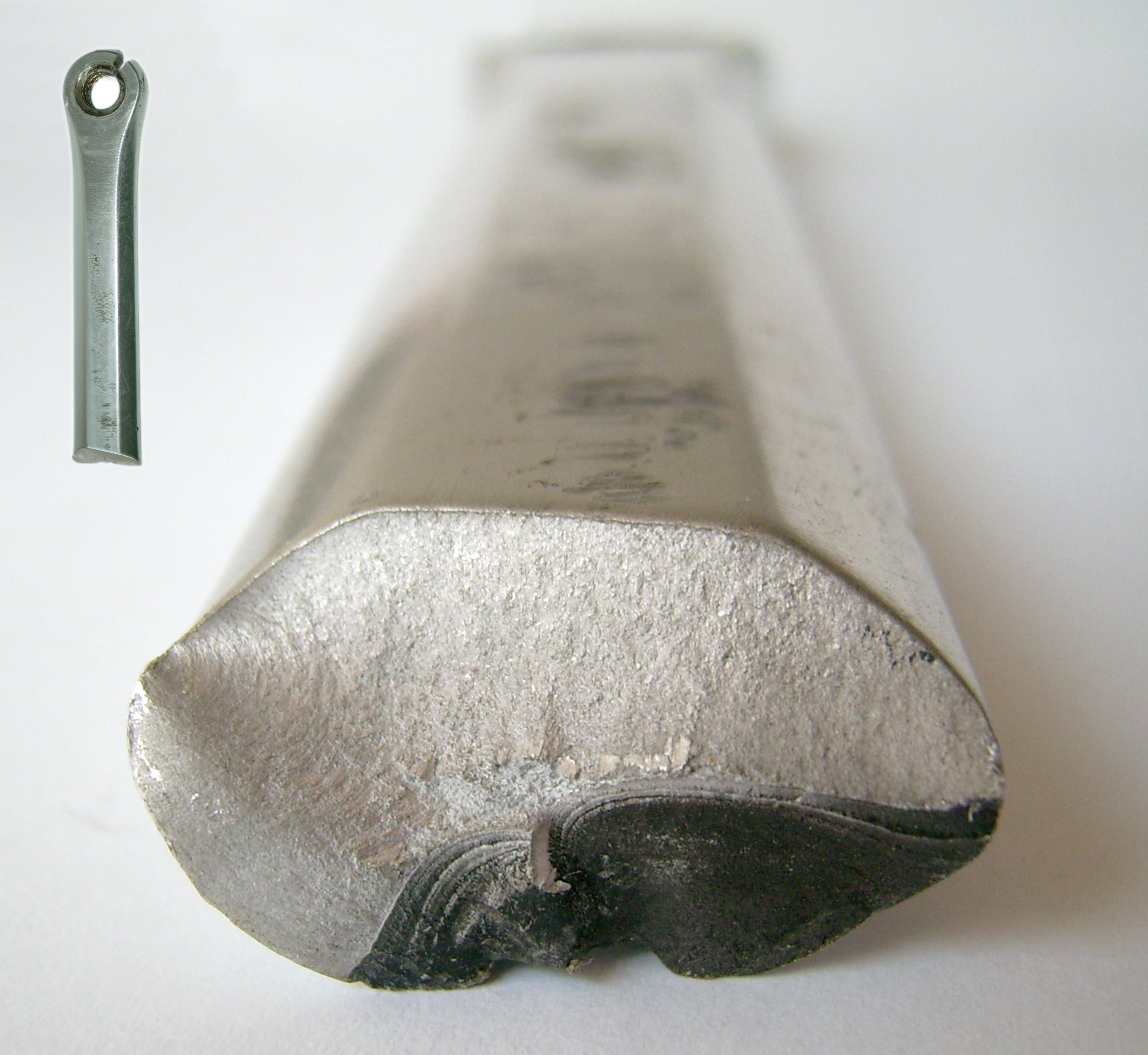
Alumínium hajtórúd fáradt törése. Sötét terület: fáradási repedés lassú terjedése. Világos terület: hirtelen törés.

A kifáradás a szerkezeti anyagok egyik tönkremeneteli módja. Periodikusan ismétlődő terhelés esetén a szerkezeti anyagok szakítószilárdságuknál esetleg folyáshatáruknál is kisebb feszültségszinten eltörnek. A jelenség a kifáradás, a tönkremenetelt fáradt törésnek nevezik. A jelenséget először August Wöhler német mérnök tanulmányozta módszeresen 1860-ban.

## A kifáradás lefolyása
Fémes anyagokban az anyagfáradás először az anyag legnagyobb helyi feszültségénél kezdődik rendszerint az elemi kristályok diszlokációinak elmozdulásaival. Helyi nagy feszültségek vagy hibás tervezés illetve gyártási hiba következtében lép fel kezdeti repedést okozva. A repedés a terhelés ismétlődése folyamán lassan továbbterjed, közben az épen maradt anyagrészben ébredő feszültség állandóan növekszik és ha elegendő nagy értéket ér el (eléri az anyag szakítószilárdságát), hirtelen eltörik. A fáradt törés jól felismerhető a törési felület alapján: a lassú repedés terjedés felülete sima, a végső törési felület érdes, ez jól látható a hajtórúd ábráján.
A berepedt, de még el nem tört munkadarabok károsodásának felismerésére több anyagvizsgálati módszer ismert, melyeket attól függően alkalmaznak, mennyire veszélyezteti az emberi életet illetve az egész gép működését a törés. Ilyen például az alkatrészek megpengetése és a hang magasságának megfigyelése: a pályaudvarokon a kis kalapáccsal a vasúti kocsik kerékabroncsát megütögető munkás éppen ilyen vizsgálatot végez. A megrepedt alkatrész törési felületei a változó terhelés hatására súrlódó hangot ad, mely megfelelő akusztikai berendezéssel érzékelhető. Ezt a megoldást költséges volta miatt életbevágó fontosságú helyeken üzemelő gördülőcsapágyak kezdődő meghibásodásának jelzésére szokták használni.

## A fáradt törést befolyásoló tényezők
A fáradt törés függ a terhelés időbeli változásának jellegétől, mely lehet 
- Tiszta harmonikus (szinuszos). Jellegzetes példája a tengelyek, forgórészek kifáradása.
- Poliharmonikus, mely harmonikus komponensekre bontható. Periodikus működésű gépeknél, forgattyús mechanizmusoknál fordul elő.
- véletlenszerű (sztochasztikus). Ez a legáltalánosabb eset, jellegzetes példája a kerekes járművek alkatrészeinek károsodása, a terhelés itt a pálya, útfelület egyenetlenségei és az irányváltoztatás, fékezés, gyorsítás miatt véletlenszerű.

A fáradást befolyásolja többek között a felületi érdesség, az oxidáció, kémiai hatások, kopás, hőmérséklet.
Az anyag az ismétlődő feszültség nagyságától függően nagyobb vagy kisebb N számú ismétlődés után fáradt törést szenved. Az N törési ciklusszám valószínűségi érték, azonos körülmények között azonos anyagból készült próbadarabok különböző számú ismétlődés után törnek el. Ezért a fáradt törési vizsgálatokat mindig több próbadarabon végzik el, az eredményeket statisztikai módszerekkel értékelik. Néhány anyag, például az acél és a titán esetében létezik olyan ismétlődő feszültségszint, melynél az anyag akárhány terhelési ismétlődést törés nélkül kibír. Ez a feszültség a kifáradási határ.
Megkülönböztetik a kisciklusú és nagyciklusú kifáradást. A nagyciklusú fáradás feszültségszintje a folyáshatárnál alacsonyabb, így a törés az anyag maradó alakváltozása nélkül következik be, a kisciklusú fáradás esetén a feszültségszint meghaladja a folyáshatárt, így jelentős plasztikus alakváltozás kíséri. Jó példa erre a huzal eltörése hajlítgatással.

## Harmonikus lefutású terhelés esete

Feszültség harmonikus változása az idő függvényében

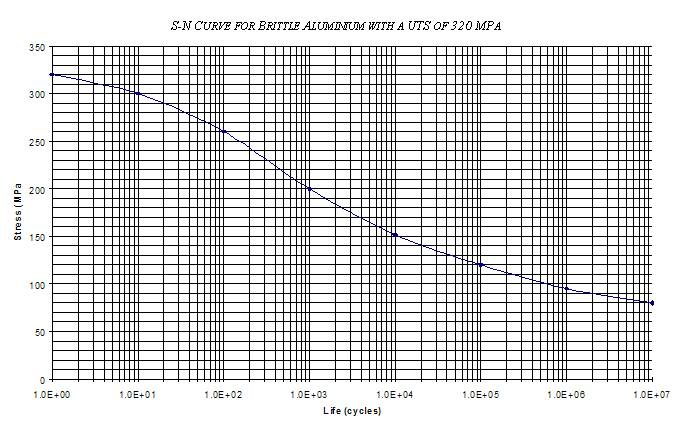
320 MPa szakítószilárdságú alumínium Wöhler-görbéje
σ_{if} törési feszültség a ciklusszám függvényében

Smith-diagram

A gyakorlat szempontjából az egyik legfontosabb a harmonikus terheléslefutás esete. Wöhler laboratóriumi körülmények között vizsgálta a jelenséget és azt tapasztalta, hogy ha egy állandó feszültség mellett periodikusan váltakozó feszültség is terheli a próbadarabot, a törés annál nagyobb számú terhelés-ismétlődésnél következik be, minél kisebb a legnagyobb feszültség értéke. Egy bizonyos feszültségszint alatt bármilyen sok ismétlődés esetén sem következik be törés. Ezt a feszültséget kifáradási határnak nevezik. Egy anyag kifáradási határa függ a terhelés jellegétől, vagyis húzó-nyomó feszültség esetén a σik középfeszültség és a σil feszültség-amplitúdó értékétől. Rövid élettartamú szerkezeteknél megengedhető, hogy az egyes alkatrészekben ébredő feszültség a kifáradási határnál nagyobb legyen, de természetesen kisebb kell, hogy legyen, mint a működés során várható ciklusszámhoz tartozó törési feszültség. Az ilyen eljárást élettartamra való méretezésnek nevezik és létjogosultsága magától értetődő például egy légvédelmi rakéta esetében, melynek mindössze egyetlen kilövést kell kiállnia.
A különböző esetekre kimért kifáradási határok a Smith-diagramban foglalhatók össze, ahol a középfeszültség függvényében a fáradt törést okozó feszültség értékeit ábrázolják. Acélok esetében a görbét felülről a folyáshatár levágja, mert ennél magasabb is lehet a kifáradási határ, de a gépalkatrészek helyes működése céljából kívánatos, hogy maradó alakváltozást ne szenvedjenek. A zárt görbén belüli terület az úgynevezett biztonsági terület, ez azt jelenti, hogy olyan feszültségszinten, amely ebbe esik, nem következik be fáradt törés. A görbe negatív középfeszültségekre (= nyomófeszültségekre) eső részét nem szokták kimérni, mert egyrészt acéloknál ez centrálisan szimmetrikus a húzófeszültséghez tartozó görbével, másrészt a tapasztalatok szerint itt ritka a fáradt törés. Nyomó középfeszültségnek kitett öntöttvas alkatrészek kifáradási határa sokkal nagyobb, mint a húzó középfeszültségnek kitett esetben.
Mivel a Smith-diagram pontos felvétel igen sok hosszú lefutású és költséges mérést igényel, gyakorlatban egyszerűsített diagramot használnak, melyhez csak a lüktető feszültségre vagy a lengő feszültségre vonatkozó kifáradási határt mérik ki, ebből az értékből és a folyáshatárból a Smith-diagram egyenesekkel határolt egyszerűsített alakja megszerkeszthető. Lüktető feszültség lép fel abban az esetben, ha a pillanatnyi feszültség értéke 0 és a legnagyobb feszültség között változik, lengő feszültség esetén a középfeszültség értéke 0.
A Smith-diagram a kifáradásra való méretezésnek csak kiindulópontja, figyelembe kell venni több más tényezőt is.

## Változó és sztochasztikus terheléslefolyás
Ha a terhelés jellege az idők folyamán változik vagy eleve sztochasztikus, a fáradt törés előrejelzését a tapasztalatok szerint akkor is a Wöhler-diagram alapján lehet megbecsülni. Mérésekből vagy a szerkezet működéséből következtethető megfontolásokból meghatározható a különböző nagyságú terhelések előfordulásának száma a várható élettartam alatt. Tételezzük fel, hogy a legnagyobb σ1 terhelés N1 alkalommal várható, erősségben a következő σ2 terhelés N2 ciklusban ismétlődik, és így tovább, ezeket a Wöhler-diagramba berajzolva egy fokozatosan csökkenő terhelés-diagram kapható. Ha ez a görbe a Wöhler-görbe alatt helyezkedik el, a szerkezet várhatóan nem szenved fáradt törést. Mivel a jelenség sztochasztikus, a törés elkerülése is csak bizonyos 100%-nál kisebb arányban valószínű.
A fenti gondolatmenetet gördülőcsapágyak méretezésére a svéd A. Palmgren vezette be először 1924-ben, majd 1945-ben A. M. Miner általánosította. A gördülőcsapágyak méretezése ma is valószínűségi alapon történik, vagyis például egy csapágy a várható élettartam alatt mondjuk 95% valószínűséggel nem szenved fáradt törést. Ezért van az, hogy a gépek gördülőcsapágyaira a gyártók általában nem vállalnak jótállást.